# R100
R100 és una pel·lícula dramàtica japonesa dirigida per Hitoshi Matsumoto. La pel·lícula es va estrenar al Festival Internacional de Cinema de Toronto el 12 de setembre de 2013.

## Argument
L'home de negocis normal Takafumi Katayama signa un contracte per unir-se a un misteriós club de BDSM on diverses dominatrix, cadascuna amb la seva pròpia habilitat especial, l'atacaran i l'humiliaran en públic. El contracte té una durada d'un any i no es permet cap cancel·lació. Al principi, en Takafumi està molt satisfet amb la seva pertinença, però quan les activitats del club comencen a introduir-se en la seva vida domèstica, en Takafumi ha de trobar una manera de protegir la seva família i ell mateix de més que la humiliació.
La pel·lícula presenta una subtrama en la qual un grup de persones confuses veuen la història de Takafumi, una pel·lícula dins d'una pel·lícula dirigida per un home gran que afirma que cal haver viscut 100 anys per entendre la seva veritable brillantor.

## Repartiment
- Nao Ōmori com a Takafumi Katayama
- Shinobu Terajima com a Reina Fuet
- Hitoshi Matsumoto
- Ai Tominaga
- Eriko Sato
- Naomi Watanabe com a Reina Saliva
- You
- Suzuki Matsuo
- Atsuro Watabe
- Gin Maeda
- Katagiri Hairi com a Reina Copa
- Lindsay Kay Hayward com a CEO
- Mao Daichi com a veu de Reina

## Recepció
R100 va rebre ressenyes positives de la crítica. L'agregador de ressenyes Rotten Tomatoes informa que el 81% dels 21 crítics de cinema han donat a la pel·lícula una crítica positiva, amb una valoració mitjana de 6,7 sobre 10
Rob Nelson de Variety, va dir a la seva ressenya que "Si una dominatrix és aquella que pren el control total de la seva parella passiva, aleshores "R100" és l'equivalent cinematogràfic d'una Femme fatale pervertida amb cuir negre i tacons d'agulla, brandant un fuet i un somriure." Deborah Young, en la seva ressenya per The Hollywood Reporter, va elogiar la pel·lícula dient que "És difícil recordar una pel·lícula sobre S&M tan divertida com aquesta, o una tan bella i estranyament imaginada." Colin Covert de Minneapolis Star Tribune va donar a la pel·lícula tres estrelles dient que ""Anotar aquesta entrada de Midnight Movie "no per a tothom" és subestimar-la. Però els coneixedors de la comèdia sexual estranya i retorçada gaudiran de la seva travessia transgressora i audaç." Katie Rife de The A.V. Club va donar a la pel·lícula una B+.

## Llançament
La pel·lícula es va estrenar el 12 de setembre de 2013 al Festival Internacional de Cinema de Toronto i es va publicar el 3 de març de 2015 a Blu-ray Disc en format de vídeo 1080p i DVD per Drafthouse Films.